# Ökumenisches Patriarchat von Konstantinopel

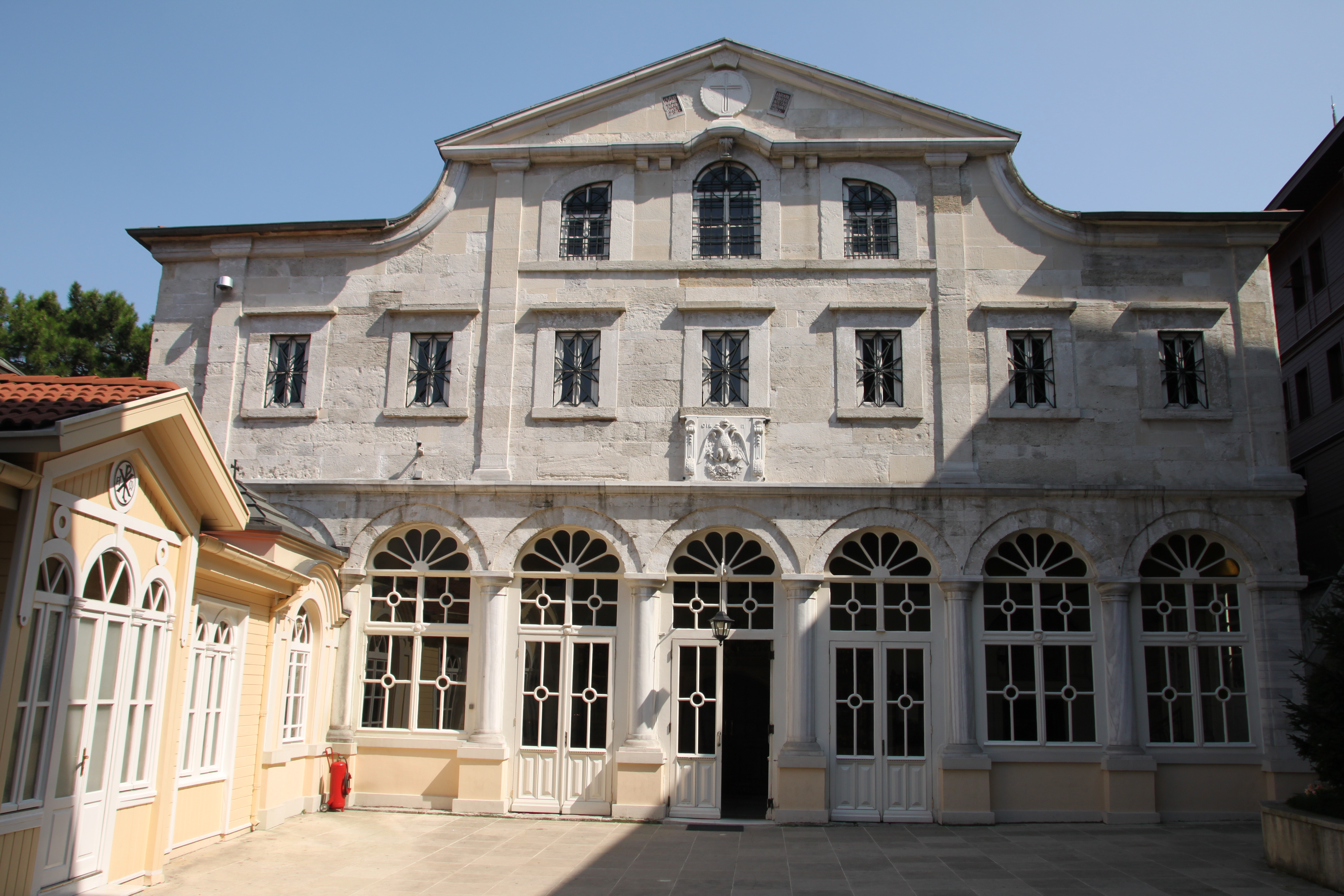
Die Georgskathedrale in Phanar

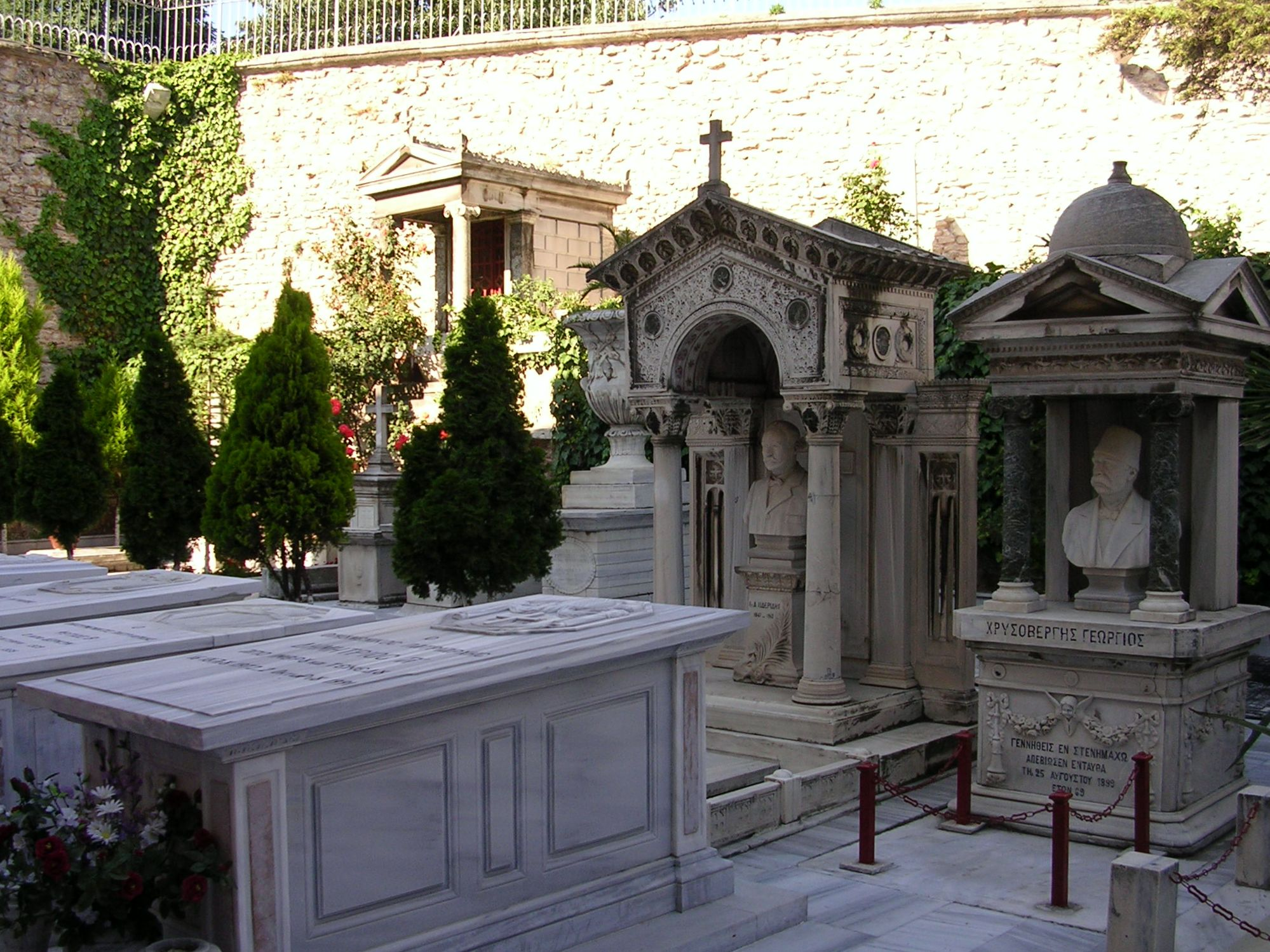
Neuzeitliche Grablege der Ökumenischen Patriarchen, Istanbul, Balıklı Meryem Ana Rum Manastiri

Das Ökumenische Patriarchat von Konstantinopel (griechisch Οικουμενικό Πατριαρχείο Κωνσταντινουπόλεως Ikoumenikó Patriarchío Konstandinoupóleos, türkisch İstanbul Rum Ortodoks Patrikhanesi, İstanbul Ekümenik Patrikhanesi, auch Kirche von Konstantinopel) ist eine autokephale orthodoxe Kirche. Sein Oberhaupt ist der ökumenische Patriarch von Konstantinopel, derzeit Bartholomäus I., der als Primus inter pares Oberhaupt von etwa 350 Millionen orthodoxen Christen gilt. Die Georgskathedrale im Phanar in Istanbul ist Sitz des Patriarchen. Bis zur Eroberung Konstantinopels durch die Türken 1453 war über Jahrhunderte die Hagia Sophia die Kathedrale des Patriarchats.

## Geschichte
Der Apostel Andreas gilt als Gründer der Kirche von Byzanz. Als erster Erzbischof wird Metrophanes (325–326) genannt. Kaiser Konstantin der Große förderte das Christentum und machte Byzanz zur zweiten Hauptstadt des Römischen Reiches, das von da an als „neues Rom“ und als Konstantinopolis bezeichnet wurde. Auf dem Konzil von Chalcedon 451 wurde in Revision des ersten Konzils von Konstantinopel (381) die Stellung von Konstantinopel als dem „neuen Rom“ bestätigt und dem Patriarchen von Konstantinopel nicht nur Jurisdiktion über wichtige Erzdiözesen wie Pontus, Asia und Thrakien gegeben, sondern auch der 381 festgelegte Vorrang Roms vor Konstantinopel beseitigt. Das große morgenländische Schisma 1054 bedeutete die formale Trennung der lateinischen Kirche des Westens von der griechischen Kirche des Ostens. Papst Leo IX. in Rom als Patriarch des lateinischen Westens und Abendlandes und der Patriarch von Konstantinopel Michael I. als das geistliche Oberhaupt des griechischen Ostens und des Morgenlandes exkommunizierten einander. Von 1204 (Vierter Kreuzzug) bis zur Rückeroberung Konstantinopels 1261 war der Patriarch im Exil. Nach der Eroberung Konstantinopels durch Mehmed II. 1453 blieb der Patriarch von Konstantinopel Oberhaupt aller orthodoxen Gemeinden. Wegen der erzwungenen Verbindung des Patriarchen mit der osmanisch-türkischen Staatsgewalt lösten sich in den Unabhängigkeitsbewegungen der einzelnen Völker auch die Kirchen der Völker von der organisatorischen Einheit mit dem Patriarchat.
1767 wurden das autonome Erzbistum Ohrid und 1776 das Patriarchat von Peć aufgelöst und ihre Diözesen dem Patriarchat von Konstantinopel direkt unterstellt.
Mit dem 1870 von Sultan Abdülaziz erlassenen Ferman wurden ein Großteil der Diözesen in den Vilâyets Tuna, Edirne, Manastır, Saloniki, Kosovo dem Bulgarischen Exarchat unterstellt. 1872 erklärte das Patriarchat von Konstantinopel das Bulgarische Exarchat für schismatisch und es kam zu einer Verschärfung des bulgarisch-griechischen Kirchenkampfes.
Zwischen 1914 und 1923 mussten wegen der Verfolgung der Griechen im Osmanischen Reich die meisten Griechen die neue Türkei verlassen. Patriarch Konstantin VI. (1924 bis 1925) wurde von den türkischen Behörden des Landes verwiesen, obwohl der Verbleib des Patriarchats an seinem angestammten Sitz im Phanar durch den Vertrag von Lausanne (1923) zwischen den Siegermächten des Ersten Weltkriegs und der Türkei völkerrechtlich abgesichert war. Griechenland brachte die Ausweisung von Konstantin VI. durch die Türkei vor den Völkerbund und den Internationalen Gerichtshof. Der Streit wurde dadurch beigelegt, dass der Patriarch zur Abdankung bewogen werden konnte, die Türkische Republik aber das Patriarchat von Konstantinopel als religiöse Institution der auf ihrem Territorium lebenden griechischen Minderheit anerkannte.
Konstantin VI. folgten Vasilios III. (1925–1929), Photios II. (1929–1935), Benjamin I. (1936–1946) und Maximos V. (1946–1948). Athinagoras trat sein Amt als ökumenischer Patriarch am 26. Januar 1948 an. Nach dem Pogrom von Istanbul 1955 und der Ausweisung dauerhaft in Istanbul lebender griechischer Staatsbürger 1964 wurde nahezu die gesamte verbliebene orthodoxe Bevölkerung aus der Stadt vertrieben. Von den rund 110.000 Phanarioten (Griechen) blieben nur rund 2.500 in Istanbul.
Am 5. und 6. Januar 1964 kam es in Jerusalem zu einer Zusammenkunft zwischen dem Patriarchen Athinagoras und Papst Paul VI. Eine der wichtigsten Gesten dieses Treffens war, dass der Papst Athinagoras die Kopfreliquie des Apostels Andreas zurückgab, die zuvor eine der vier Hauptreliquien in den vier Pfeilern des Petersdomes gewesen war und die Kreuzfahrer 1204 in Konstantinopel geraubt hatten. Am 25. Juli 1967 besuchte Papst Paul VI. den ökumenischen Patriarchen, der diesen Besuch am 28. Oktober 1967 erwiderte. Diese Zusammentreffen führten dazu, dass die römisch-katholische Kirche und der ökumenische Patriarch von Konstantinopel in Vertretung der orthodoxen Kirchen die gegenseitigen Exkommunikationen aus dem Jahr 1054 aus dem Gedächtnis der Kirche strichen.
Das Verhältnis zum türkischen Staat blieb schwierig. Das einzige verbliebene griechisch-orthodoxe Seminar von Chalki (Priesterseminar) in der Türkei auf der Prinzeninsel Heybelıada (griechisch Chalki) im Marmarameer wurde 1971, als die Türkei alle privaten Hochschulen verstaatlichte, vom Staat geschlossen. Nach dem Tod des Patriarchen Athinagoras legte die türkische Regierung ihr Veto gegen die Wahl des Metropoliten Meliton von Chalkedon (zuvor „von Helioupolis“) ein. Daraufhin wählte der Heilige Synod im Juli 1972 den Metropoliten Demetrius I. zum Ökumenischen Patriarchen. Seit 1991 hat das Amt Bartholomäus I. inne.
Im August 2011 entschied der türkische Ministerpräsident Erdoğan durch einen Erlass den christlichen Minderheiten der Türkei in der Vergangenheit konfiszierte Immobilien und Sakralbauten zurückzugeben. Der Patriarch von Konstantinopel, Bartholomäus I., und Vertreter der Europäischen Union reagierten positiv und lobten die Entscheidung als Wiedergutmachung von früherem Unrecht. Die Rückgabe der konfiszierten Immobilien ist eine Forderung der EU in den Beitrittsverhandlungen der Türkei mit der Europäischen Union.
2018 wurden die zwei konkurrierenden Kirchen Ukrainisch-Orthodoxe Kirche – Kiewer Patriarchat und Ukrainische Autokephale Orthodoxe Kirche gegen den Widerstand des Moskauer Patriarchats dem ökumenischen Patriarchat in Konstantinopel unterstellt, mit dem Ziel, sie miteinander zu einer autokephalen Orthodoxen Kirche der Ukraine zu vereinigen. Die Synode der russisch-orthodoxen Kirche erklärte daraufhin am 15. Oktober 2018, einseitig die Gottesdienstgemeinschaft mit dem Ökumenischen Patriarchat abzubrechen.

## Strukturen
Zum Ökumenischen Patriarchat von Konstantinopel gehören sechs Erzdiözesen, 18 weitere Metropolien und acht Teilkirchen auf allen Kontinenten.

### Erzdiözesen
Die größten Diözesen befinden sich auf Kreta, der Inselgruppe Dodekanes und in der Mönchsrepublik Athos in Griechenland. Die Diözesen in den sogenannten „neuen Ländern“ (Nordgriechenland und Ostägäis) gehören nominell zum Patriarchat, werden aber von der Kirche von Griechenland verwaltet. Im Gebet kommemorieren sie jedoch weiterhin den Ökumenischen Patriarchen, nicht den Erzbischof von Athen. In Istanbul (ehemaliges Konstantinopel) und Umgebung gibt es nur noch wenige Gemeindemitglieder.
1. Erzbistum von Konstantinopel
  1. Metropolie von Chalkedon
  2. Metropolie von Imbros und Tenedos
  3. Metropolie der Prinzeninseln
  4. Metropolie von Derkos
2. Erzbistum von Kreta
  1. Metropolie von Gortyna und Arkadia
  2. Metropolie von Rethymno und Avlopotamos
  3. Metropolie von Kydonia und Apokoronos
  4. Metropolie von Lambi, Syvritos und Sfakia
  5. Metropolie von Ierapetra und Siteia
  6. Metropolie von Petra und Chersonisos
  7. Metropolie von Kissamos und Selinos
  8. Metropolie von Arkalohorion, Kastelli und Viannos
3. Erzbistum von Thyateira und Britannien[10]
4. Erzbistum von Amerika
  1. Erzbistum von New York City
  2. Metropolie von Chicago
  3. Metropolie von New Jersey
  4. Metropolie von Atlanta
  5. Metropolie von Denver
  6. Metropolie von Pittsburgh
  7. Metropolie von Boston
  8. Metropolie von Detroit
  9. Metropolie von San Francisco
5. Erzbistum von Australien
6. Erzbistum von Italien

### Metropolien
- Metropolie von Deutschland und Exarchat von Zentraleuropa
- Metropolie von Österreich und Exarchat von Ungarn und Mitteleuropa
- Metropolie der Schweiz
- Metropolie von Belgien
- Metropolie von Buenos Aires und Argentinien
- Metropolie von Kanada
- Metropolie von Frankreich und Exarchat von Westeuropa
- Metropolie von Hongkong
- Metropolie von Karpathos und Kasos
- Metropolie der Koreanischen Orthodoxen Kirche
- Metropolie von Kos und Nisyros
- Metropolie von Leros, Kalymnos und Astypalaia
- Metropolie von Mexiko und Zentralamerika
- Metropolie von Neuseeland
- Metropolie von Rhodos
- Metropolie von Singapur
- Metropolie von Schweden und ganz Skandinavien
- Metropolie von Spanien und Portugal
- Metropolie von Syme

### Autonome Teilkirchen
Autonome Kirchen innerhalb des Patriarchats sind
- Estnische Apostolische Orthodoxe Kirche
- Orthodoxe Kirche Finnlands

### Weitere Teilkirchen
- Autokephale orthodoxe Kirche von Albanien in Amerika
- Karpatho-Russische Kirche in Amerika
- Ukrainische Autokephale Orthodoxe Kirche in der Diaspora in Westeuropa und Australien
- Ukrainische Orthodoxe Kirche in den USA
- Ukrainische Orthodoxe Kirche in Kanada
- Exarchat von Malta[11]
- Exarchat der orthodoxen Gemeinden russischer Tradition in Westeuropa, 2019 in Auflösung begriffen, heute mehrheitlich vereint mit der Russischen Orthodoxen Kirche.